# Biohort

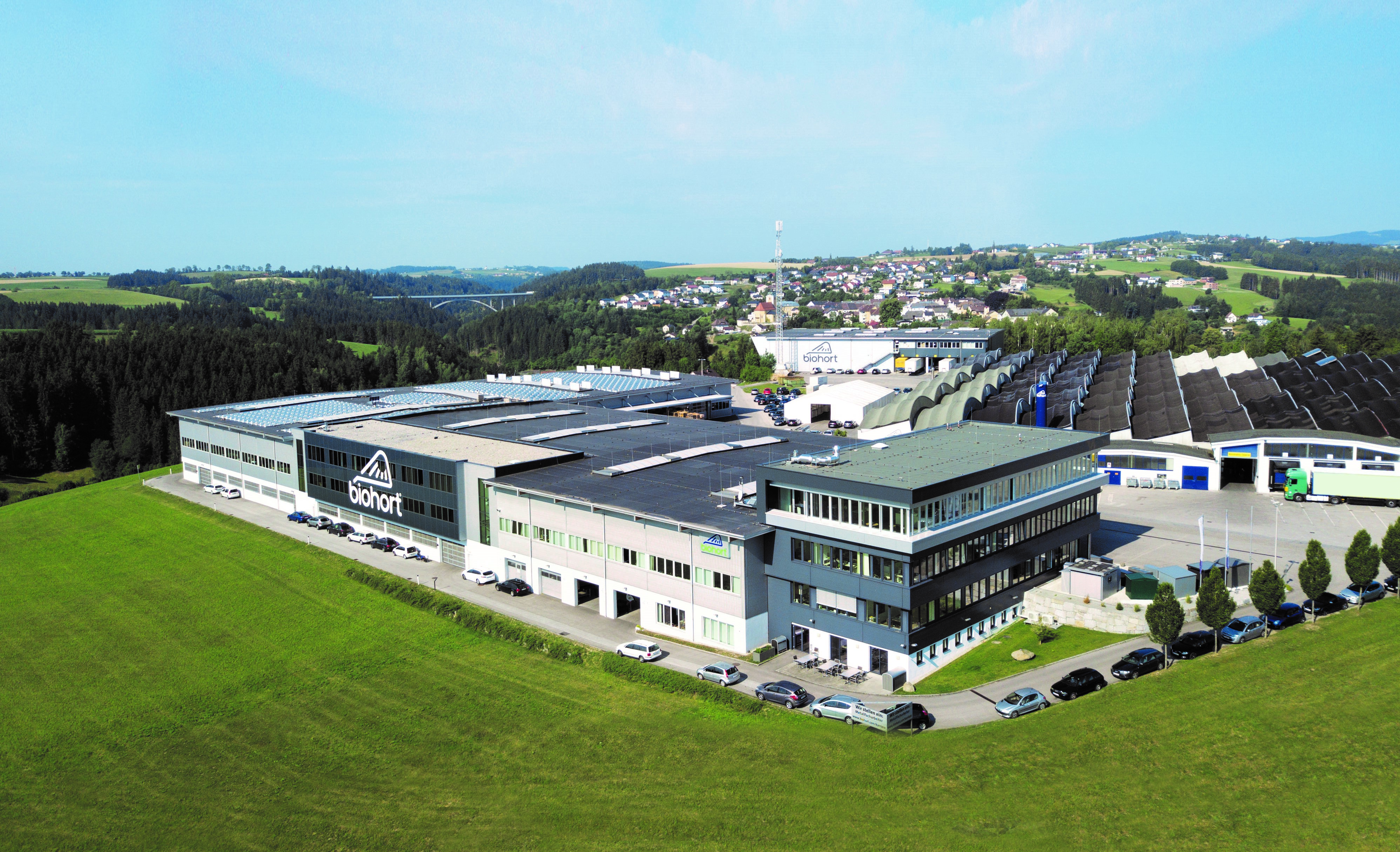
Biohort Werk 1 in Neufelden

Biohort ist ein Österreichischer Hersteller von Gartenprodukten aus Neufelden. Das Unternehmen ist europaweiter Marktführer in der Produktion von Stauraumlösungen aus Metall. Zum Sortiment zählen u. a. Gerätehäuser, Boxen, Fahrradgaragen, Mülltonnenboxen, Hochbeete, Pflanzbeete und Sichtschutz.
Die Produktion erfolgt ausschließlich in Österreich; der Vertrieb erfolgt über Bau-, Garten- und Fachmärkte in  Europa. 2021 erwirtschaftete der Familienbetrieb mit 560 Mitarbeitern einen Umsatz von 148 Millionen Euro.

## Geschichte
Im Jahr 1974 begann der Toreproduzent Normstahl, in seinem Werk in Niederwaldkirchen Metallgerätehäuser zu erzeugen. 1994 erfolgte die Auslagerung des Gartengeräte-Bereichs in die BIOHORT Gartengeräte GmbH.
Im Jahr 1997 übernahm Josef Priglinger von Normstahl 100 % der Biohort-Anteile. Das Unternehmen beschäftigte 23 Mitarbeiter. Im folgenden Jahr übersiedelte Biohort nach Neufelden. Im Jahr 2009 wurde der Standort ausgebaut und neben dem bestehenden Werk eine neue Produktions- und Lagerhalle inklusive Büroräumlichkeiten mit insgesamt 4.500 m² erbaut um die starken Nachfrage decken zu können.
2011 wurde die Hallenfläche von Biohort in Neufelden um 6.000 m² erweitert. Die Produktionsfläche am Standort Neufelden wuchs damit auf eine Fläche von 20.000 m². Im Jahr 2015 wurde eine neue Kaltlagerhalle mit 5.000 m² Lagerkapazität in Neufelden errichtet. 2017 folgte die Inbetriebnahme des Werks 2 in der Nachbargemeinde Herzogsdorf. Auf 12.000 m² wurde die modernste Blechverarbeitungsanlage Österreichs geschaffen. Das Investitionsvolumen betrug 20 Millionen Euro.
Im Jahr 2019 wurde die Kapazität des Werks 2 Herzogsdorf auf 24.000 m² verdoppelt. Im folgenden Jahr erfolgte der Spatenstich für die neue Firmenzentrale in der Nachbargemeinde Drautendorf. Der Familienbetrieb investiert 60 Millionen Euro.

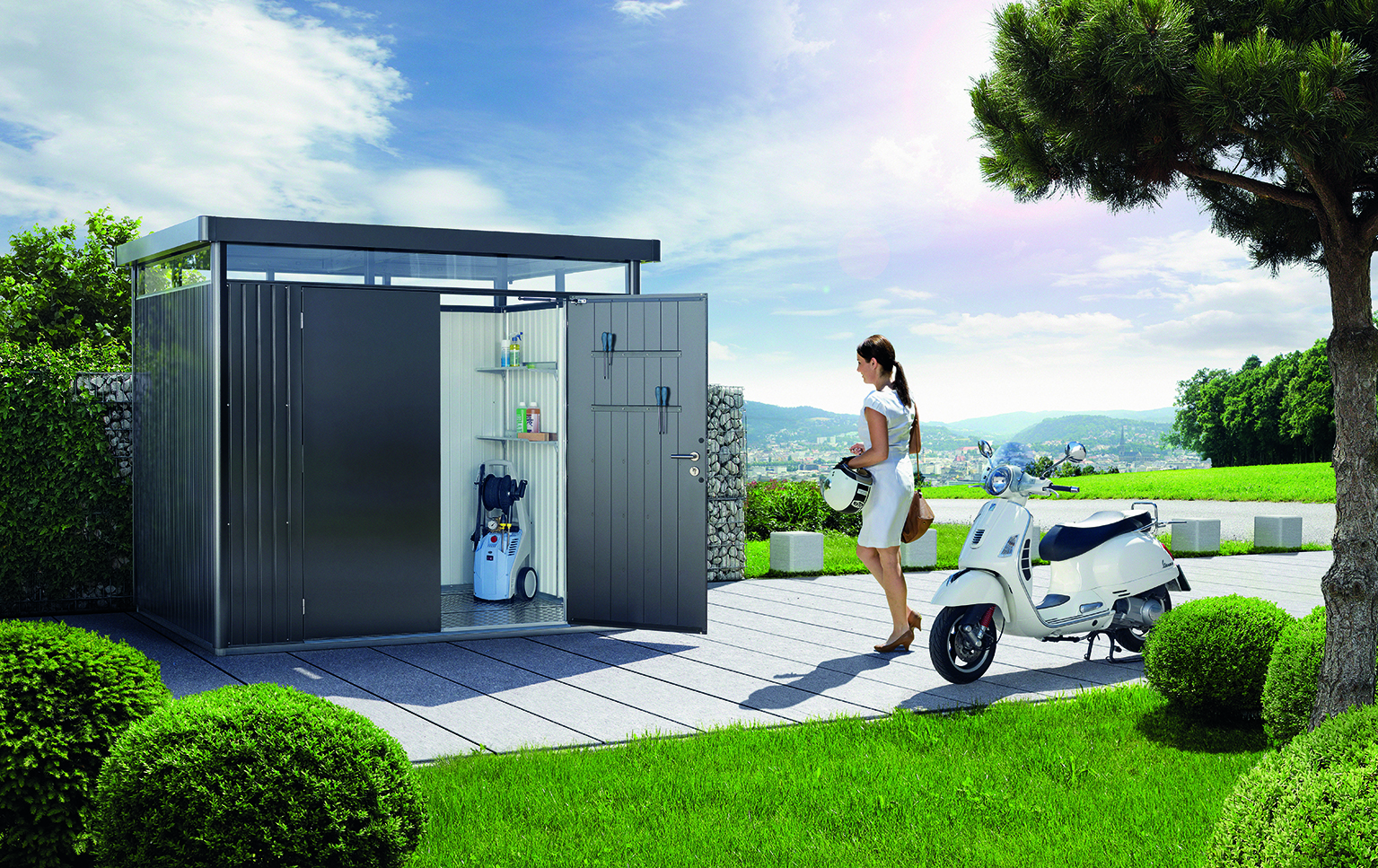
Gerätehaus HighLine

## Auszeichnungen
- „Österreichs bester Familienbetrieb“ 2022 Bankhaus Spängler, „Die Presse“, der Steuerberatungs- und Wirtschaftsprüfungskanzlei BDO und der Österreichischen Notariatskammer[11]
- „Golden Securitas“ 2010 der Allgemeinen Unfallversicherungsanstalt (AUVA) und der Wirtschaftskammer Österreich (WKÖ).[12]
- „TRIO des Jahres“ 2011 – Kategorie Handwerk des österreichischen Wirtschaftsmagazins „Trend“[13]
- Wirtschaftspreis „Pegasus in Gold“ 2013 Kategorie Mittelbetriebe[14]
- INEO-Auszeichnung als vorbildlicher Lehrbetrieb 2013[15]
- Rohrbacher Wirtschaftsaward 2014 – Kategorie „Jugend und Fachkräfte“ erhalten.[16]
- TYPO3-Award in München 2016[17]
- Gewinner des OÖ Online Award 2017 in der Kategorie „etablierte Online-Shops“[18]
- Mühlviertler Wirtschaftsaward 2018[19]
- Staatlich ausgezeichneter Ausbildungsbetrieb[20]